# Gazela (plynovod)

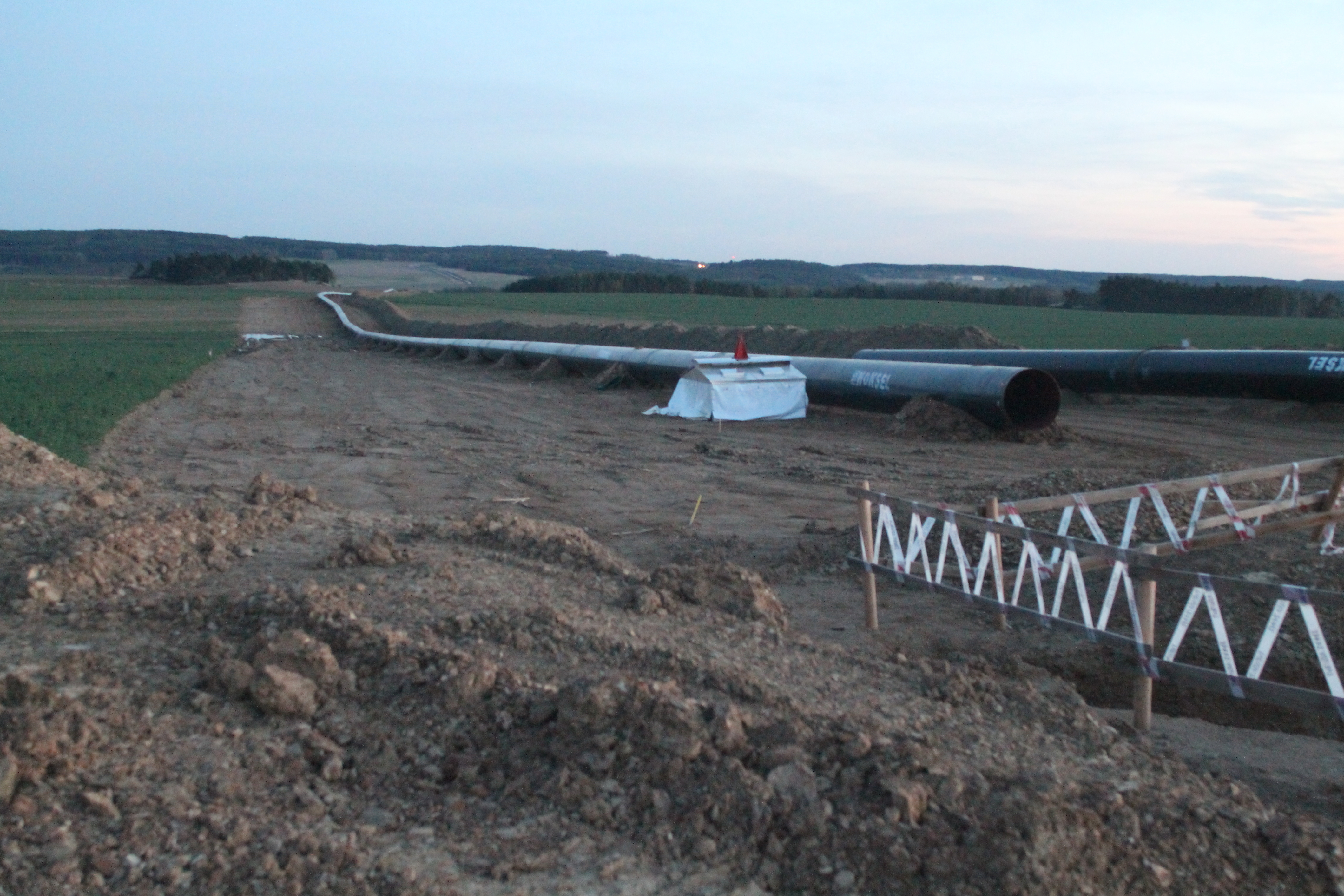
Gazela

Gazela je VVTL plynovod DN 1400 v České republice přepravující zemní plyn. Plynovod umožňuje obousměrný provoz a má obousměrné komory pro čištění. Přepravní kapacita činí 33 miliard m³/rok.
Plynovod vede ze severočeské hraniční předávací stanice Brandov do bavorského Waidhausu, kde jsou hraniční předávací stanice, těmi je ruský plyn přepravován z Česka do Německa. Zrealizováno je již propojení plynovodu Gazela (resp. HPS Brandov) s plynovodem OPAL, který navazuje na mezinárodní plynovod Nord Stream.
Trasa plynovodu měla tři možné varianty s délkami 235, 166 a 197 km. Bylo rozhodnuto, že stavba plynovodu povede v nejkratší 166km variantě B podél již vybudovaných plynovodů. Stavba byla zahájena 14. října 2010 v Krušných horách. Od stávajících tras se plynovod odklonil pouze v úseku Chomutov–Mladotice. Plynovod byl slavnostně otevřen 14. ledna 2013.

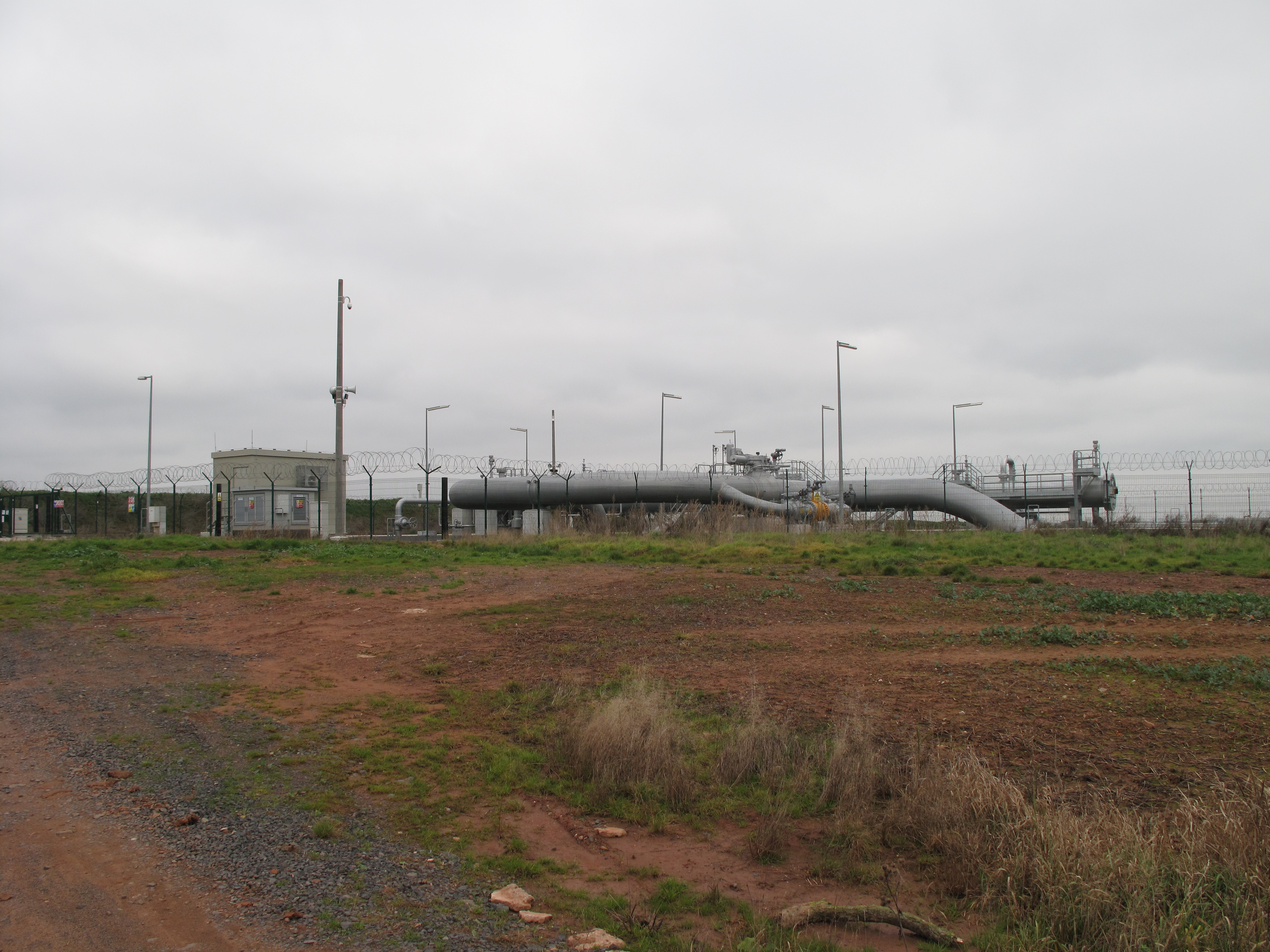
Stanice u Malměřic

Plynovod byl postaven ruským Strojtransgazem a consorciem Denys Alpine a je provozován společností NET4GAS s. r. o., která byla dceřinou společností RWE. Cena celého projektu je odhadována na 400 milionů EUR. Součástí projektu byla studie proveditelnosti a vyhodnocení vlivů na životní prostředí.
Výstavbou plynovodu došlo ke zvýšení spolehlivosti a bezpečnosti dodávek zemního plynu do Česka a dalších středoevropských zemí.